# Jim Thomas (tennisser)
Jim Thomas (Canton, 24 september 1978) is een voormalig tennisser uit de Verenigde Staten, die tussen 1996 en 2009 op de ATP-tour uitkwam. Thomas was gespecialiseerd in het dubbelspel. Hierin won hij zes ATP-toernooien waaronder drie keer het grastoernooi van Newport.

## Palmares
| Legenda                       | Legenda               |
| ----------------------------- | --------------------- |
| Grand Slam                    |                       |
| Olympische Spelen             |                       |
| tot 2009                      | vanaf 2009            |
| Tennis Masters Cup            | ATP Finals            |
| ATP Masters Series            | ATP Tour Masters 1000 |
| ATP International Series Gold | ATP Tour 500          |
| ATP International Series      | ATP Tour 250          |

| Nr.                          | Datum             | Toernooi                     | Ondergrond    | Partner        | Tegenstanders in finale       | Score               | Details |
| ---------------------------- | ----------------- | ---------------------------- | ------------- | -------------- | ----------------------------- | ------------------- | ------- |
| Gewonnen finales herendubbel |                   |                              |               |                |                               |                     |         |
| 1.                           | 14 januari 2001   | ATP Auckland                 | Hardcourt     | Marius Barnard | David Adams Martín García     | 7-6, 6-4            | Details |
| 2.                           | 11 juli 2004      | ATP Newport                  | Gras          | Jordan Kerr    | Grégory Carraz Nicolas Mahut  | 6–3, 6–7(5), 6–3    | Details |
| 3.                           | 25 juli 2004      | ATP Indianapolis             | Hardcourt     | Jordan Kerr    | Wayne Black Kevin Ullyett     | 6–7(7), 7–6(3), 6–3 | Details |
| 4.                           | 10 juli 2005      | ATP Newport                  | Gras          | Jordan Kerr    | Graydon Oliver Travis Parrott | 7–6(5), 7–6(5)      | Details |
| 5.                           | 28 mei 2006       | ATP Pörtschach am Wörthersee | Gravel        | Paul Hanley    | Oliver Marach Cyril Suk       | 6–3, 4–6, [10–5]    | Details |
| 6.                           | 15 juli 2007      | ATP Newport                  | Gras          | Jordan Kerr    | Nathan Healey Igor Koenitsyn  | 6–3, 7–5            | Details |
| Verloren finales herendubbel |                   |                              |               |                |                               |                     |         |
| 1.                           | 26 november 2000  | ATP Brighton                 | Hardcourt     | Paul Goldstein | Michael Hill Jeff Tarango     | 3-6, 5-7            | Details |
| 2.                           | 6 mei 2001        | ATP Houston                  | Gravel        | Kevin Kim      | Mahesh Bhupathi Leander Paes  | 6-7(4), 2-6         | Details |
| 3.                           | 16 september 2001 | ATP Tasjkent                 | Hardcourt     | Marius Barnard | Julien Boutter Dominik Hrbatý | 4-6, 6-3, [11-13]   | Details |
| 4.                           | 6 februari 2005   | ATP Delray Beach             | Hardcourt     | Jordan Kerr    | Simon Aspelin Todd Perry      | 3–6, 3–6            | Details |
| 5.                           | 19 februari 2006  | ATP San José                 | Hardcourt (i) | Paul Goldstein | Jonas Björkman John McEnroe   | 6-7(2), 6-4, [7-10] | Details |
| 6.                           | 23 juli 2006      | ATP Indianapolis             | Hardcourt     | Paul Goldstein | Bobby Reynolds Andy Roddick   | 4-6, 4-6            | Details |
| 7.                           | 8 oktober 2006    | ATP Tokio                    | Hardcourt     | Paul Goldstein | Ashley Fisher Tripp Phillips  | 2-6, 5-7            | Details |

## Prestatietabel
| Legenda | Legenda                          |
| ------- | -------------------------------- |
| g.t.    | geen toernooi gehouden           |
| l.c.    | lagere categorie                 |
| –       | niet deelgenomen                 |
| G       | uitgeschakeld in de groepsfase   |
| 1R      | uitgeschakeld in de eerste ronde |
| 2R      | uitgeschakeld in de tweede ronde |
| 3R      | uitgeschakeld in de derde ronde  |
| 4R      | uitgeschakeld in de vierde ronde |
| KF      | uitgeschakeld in de kwartfinale  |
| HF      | uitgeschakeld in de halve finale |
| F       | de finale verloren               |
| W       | het toernooi gewonnen            |
| w-v     | winst/verlies-balans             |

### Prestatietabel grand slam, enkelspel
Thomas speelde tot en met 2011 niet in het enkelspel op een grandslamtoernooi.

### Prestatietabel grand slam, dubbelspel
| Toernooi        | 2000 | 2001 | 2002 | 2003 | 2004 | 2005 | 2006 | 2007 | 2008 |
| --------------- | ---- | ---- | ---- | ---- | ---- | ---- | ---- | ---- | ---- |
| Australian Open | –    | 1R   | –    | 1R   | 1R   | 2R   | 1R   | 1R   | 1R   |
| Roland Garros   | –    | 1R   | 2R   | 1R   | 1R   | 1R   | 1R   | 2R   | 2R   |
| Wimbledon       | –    | 1R   | 1R   | 1R   | 1R   | 1R   | 1R   | –    | 1R   |
| US Open         | 1R   | 2R   | 1R   | 3R   | 2R   | HF   | KF   | 1R   | 1R   |